# Imad Abd Allah Sara
Imad Abd Allah Sara (ur. 1968 w Damaszku) – syryjski polityk, od 2018 minister informacji.

## Życiorys
Ukończył informatykę na Uniwersytecie Damasceńskim. W latach 2012–2016 był dyrektorem państwowej telewizji Al-Ichbarijja, a 2016-2018 Naczelnego Zarządu Radia i Telewizji. Od 2018 roku pełni urząd ministra informacji.